# The Showdown
The Showdown – trzeci wspólny album dwóch metalowych wokalistów: frontmana Masterplan Jorna Lande i wokalisty Symphony X Russella Allena, po raz kolejny z udziałem Magnusa Karlssona, który zajął się produkcją i napisaniem piosenek.
Płyta ta jest kontynuacją albumu The Revenge i została wydana 5 października 2010 roku w wytwórni Frontiers Records.

## Lista utworów
1. „The Showdown” – 6:04
2. „Judgement Day” – 5:59
3. „Never Again” – 4:58
4. „Turn All into Gold” – 4:01
5. „Bloodlines” – 5:06
6. „Copernicus” – 5:03
7. „We Will Rise Again” – 5:53
8. „The Guardian” – 4:40
9. „Maya” – 4:24
10. „The Artist” – 5:10
11. „Eternity” – 5:35
12. „Alias” – 4:45 (utwór dodatkowy)
13. „Judgement Day” (teledysk)

## Twórcy
- Jorn Lande – śpiew
- Russell Allen – śpiew
- Magnus Karlsson – gitara, gitara basowa, keyboard
- Jaime Salazar – perkusja